# AFMID
AFMID (англ. Arylformamidase) – білок, який кодується однойменним геном, розташованим у людей на 17-й хромосомі. Довжина поліпептидного ланцюга білка становить 303 амінокислот, а молекулярна маса — 33 992.
| 10         |  | 20         |  | 30         |  | 40         |  | 50         |
| ---------- |  | ---------- |  | ---------- |  | ---------- |  | ---------- |
| MMDVSGVGFP |  | SKVPWKKMSA |  | EELENQYCPS |  | RWVVRLGAEE |  | ALRTYSQIGI |
| EATTRARATR |  | KSLLHVPYGD |  | GEGEKVDIYF |  | PDESSEALPF |  | FLFFHGGYWQ |
| SGSKDESAFM |  | VHPLTAQGVA |  | VVIVAYGIAP |  | KGTLDHMVDQ |  | VTRSVAFVQK |
| RYPSNKGIYL |  | CGHSAGAHLA |  | AMMLLADWTK |  | HGVTPNLRGF |  | FLVSGVFDLE |
| PIVYTSQNVA |  | LQLTLEDAQR |  | NSPQLKVAQA |  | QPVDPTCRVL |  | VVVGQFDSPE |
| FHRQSWEFYQ |  | TLCQGEWKAS |  | FEELHDVDHF |  | EIVENLTQKD |  | NVLTQIILKT |
| IFQ        |  |            |  |            |  |            |  |            |

A: Аланін

C: Цистеїн

D: Аспарагінова кислота

E: Глутамінова кислота

F: Фенілаланін

G: Гліцин

H: Гістидин

I: Ізолейцин

K: Лізин

L: Лейцин

M: Метіонін

N: Аспарагін

P: Пролін

Q: Глутамін

R: Аргінін

S: Серин

T: Треонін

V: Валін

W: Триптофан

Кодований геном білок за функцією належить до гідролаз. 
Задіяний у такому біологічному процесі, як альтернативний сплайсинг. 
Локалізований у цитоплазмі, ядрі.